# Pennington (Cumbria)
Pennington è un villaggio e parrocchia civile dell'Inghilterra, appartenente alla contea della Cumbria.